# قره‌گنای علیا
قره‌گنای علیا یکی از روستاهای استان آذربایجان شرقی است که در دهستان چاراویماق شرقی بخش شادیان شهرستان چاراویماق واقع شده‌است.این روستا ۲۲۹ نفر جمعیت دارد.

## بنیانگذار
بنیان‌گذار این روستا فردی بنام آتا (به ترکی پدر) می‌باشد در حال حاضر ۴۵ خانوار دراین روستا ساکن می‌باشند.